# Tales of the Underworld
Skeleton Crew
Tales of the Underworld (litt. « Histoires de la Pègre ») est une série d'animation en 3D américaine en six épisodes de 10 à 15 minutes, créée par Dave Filoni et dont l'intégralité des épisodes a été diffusée sur le service de streaming Disney+ le 4 mai 2025.
La série se concentre sur deux personnages ayant agi dans l'ombre de Coruscant pendant la guerre des clones, Asajj Ventress et Cad Bane. La série fait partie de l'univers Star Wars de George Lucas et se déroule sur plusieurs époques différentes, les trois épisodes de chaque personnage montrant trois parties distinctes de leurs vies respectives.

## Synopsis
Comme Tales of the Jedi et Tales of the Empire, la série se divise en deux volets : les trois premiers épisodes se concentrent sur Asajj Ventress, après sa mort qui s'est déroulée dans le roman Sombre Apprenti,,. La scène d'ouverture de la série reprend la scène de fin du roman. Le deuxième arc suit Cad Bane, de son enfance dans les bas-fonds à ses débuts de chasseur de primes,.

## Fiche technique
Sauf indication contraire, les informations mentionnées dans cette section peuvent être confirmées par la base de données cinématographiques IMDb,  présente dans la section « Liens externes ».
- Titre original et français : Tales of the Underworld
- Création : Dave Filoni
- Réalisation : Dave Filoni, Nathaniel Villanueva, Steward Lee, Saul Ruiz
- Scénario : Dave Filoni, Matt Michnovetz
- Musique : Kevin Kiner
- Direction artistique :
- Photographie :
- Son :
- Montage :
- Casting :
- Production : Dave Filoni, Carrie Beck, Athena Yvette Portillo, Josh Rimes, Alex Spotswood
- Sociétés de production : Lucasfilm, Lucasfilm Animation, Lucasfilm Animation Singapore
- Sociétés de distribution : Disney+
- Budget :
- Pays d'origine : États-Unis
- Langue originale : anglais
- Format : couleur - 2,55:1 - son Dolby Digital
- Genre : science-fiction
- Durée : 15 minutes

## Distribution

### Voix originales
- Nika Futterman : Asajj Ventress
- Corey Burton : Cad Bane et un droïde de police
- Barbara Goodson : Mère Talzin
- Al Rodrigo : Quinlan Vos
- Lane Factor : Lyco Strata
- Daniel Ross : un Inquisiteur
- Tony Amendola : le grand-père
- Ellie Araiza : la petite fille
- Clare Grant : Latts Razzi
- Tudi Roche : Cort
- Philip Anthony-Rodriguez : Lazlo
- Artt Butler : Niro
- Eric Lopez : Niro jeune
- A.J. LoCascio : Colby jeune
- Dawn-Lyen Gardner : Arin
- Jason Hightower : Tay Grutti
- Idris Keith : Isaac
- David W. Collins : Bilk et un impérial
- Steven Blum : des stormtroopers et un bandit
- David Acord : C-21 Highsinger et un impérial
- Michael Bell : un ouvrier
- Vanessa Marshall : une mère et une journaliste
- Matthew Wood : un impérial
- Gwendoline Yeo : la maire
- Dee Bradley Baker : des pillards

### Voix françaises
- Laura Blanc : Asajj Ventress
- Vincent Violette : Cad Bane
- Cathy Cerdà : Mère Talzin
- Boris Rehlinger : Quinlan Vos et Lazlo
- Aurélien Raynal : Lyco Strata
- Gérard Darier : un Inquisiteur et le grand-père
- Emmylou Homs : la petite fille, Arin et Isaac
- Ingrid Donnadieu : Latts Razzi
- Laurence Mongeaud : Cort et la maire
- Swan Demarsan : Niro
- Kevin Goffette : Niro jeune
- Oscar Douieb : Colby jeune
- Philippe Valmont : Tay Grutti
- Alex Fondja : l'adjoint Vance

#### Version française
- Société de doublage : Dubbing Brothers
- Direction artistique : Danièle Bachelet
- Adaptation des dialogues : David Jacomy

## Liste des épisodes
1. Aller de l'avant (A Way Forward)
2. Amis (Friends)
3. Pour un ancien frère d'armes (One Warrior to Another)
4. La belle vie (The Good Life)
5. Faire le bon choix (A Good Turn)
6. Une lueur d'espoir (One Good Deed)

### Épisode 1:Aller de l'avant
Le corps d'Asajj Ventress (dont la mort est relatée dans le roman Sombre Apprenti) est emmené sur Dathomir par Quinlan Vos et Obi-Wan Kenobi. Mère Talzin dit à Ventress qu'elle peut revenir à la vie grâce à son amour pour Quinlan, à condition de ne pas chercher à retrouver ce dernier, ce que Ventress accepte.

## Production

### Annonce et diffusion
La bande-annonce de la série et l'affiche officielles ont été publiées le 2 avril 2025, avec une date de sortie annoncée pour le mois suivant, à l'occasion de la Journée Star Wars. L'intégralité des épisodes est sortie le 4 mai 2025 sur Disney+,.